# Grubeulepis malayensis
Grubeulepis malayensis är en ringmaskart som beskrevs av Nishi 200. Grubeulepis malayensis ingår i släktet Grubeulepis och familjen Eulepethidae. Inga underarter finns listade i Catalogue of Life.